# Directeur van de Plassche (manzana)
Directeur van de Plassche es una variedad cultivar de manzano (Malus domestica).
Criado en 1935 por el obtentor Dr. A.A. Schaap en IVT, Wageningen, Países Bajos. Las frutas son jugosas con un sabor ligeramente subácido.

## Historia
'Directeur van de Plassche' es una variedad de manzana, obtención en 1935 por el obtentor Dr. A.A. Schaap en el "Instituut voor de Veredeling van Tuinbouwgewassen" IVT, Wageningen (Países Bajos), cruzando 'Cox's Orange Pippin' progenitor que actúa como Parental-Madre x 'Jonathan' progenitor donante de polen, que actúa como Parental-Padre. El cultivar se introdujo en la industria frutícola en 1966.
'Directeur van de Plassche' se cultiva en la National Fruit Collection con el número de accesión: 1955-014 y Nombre de accesión : Directeur van de Plassche.

## Características
'Directeur van de Plassche' es un árbol vigoroso y extenso, que presenta frutos en pareja opuestos. Tiene un tiempo de floración que comienza a partir del 5 de mayo con el 10% de floración, para el 10 de mayo tiene una floración completa (80%), y para el 16 de mayo tiene un 90% de caída de pétalos.
'Directeur van de Plassche' tiene una talla de fruto medio, con una altura promedio de 60.10mm, y una anchura promedio de 67.03mm; forma amplio globoso cónico, con nervaduras medio-débiles, corona medio-débiles y contorno irregular con un lado más elevado que el otro; epidermis con color de fondo amarillo verdoso, sobre el cual hay un lavado rojo que cubre todas las superficies expuestas al sol, y sobre esto hay un patrón de rayas rojas que se desvanecen en la cara sombreada de la manzana, importancia del sobre color alto, distribución del sobre color chapa / rayas, importancia del ruginoso-"russeting" (pardeamiento áspero superficial que presentan algunas variedades) muy débil; pedúnculo corto, con un calibre medio, y se encuentra en una cavidad peduncular profunda, y estrecha, que presenta una mancha de ruginoso-"russeting" áspera; cáliz con ojo de tamaño pequeño y cerrado, colocado en una cavidad calicina abierta, profundidad media; carne con un tinte de color crema, aromática, jugosas con un sabor ligeramente subácido.
Su tiempo de recogida de cosecha se inicia a principios de octubre. Se mantiene hasta cuatro meses en almacenamiento en atmósfera controlada.

## Usos
Desarrollado como una manzana fresca para comer.

## Ploidismo
Diploide. Auto estéril, pero los cultivos mejoran con un polinizador compatible. Grupo C Día 10.